# 沃尔多公园
44°56′37″N 123°01′40″W / 44.94363°N 123.02791°W

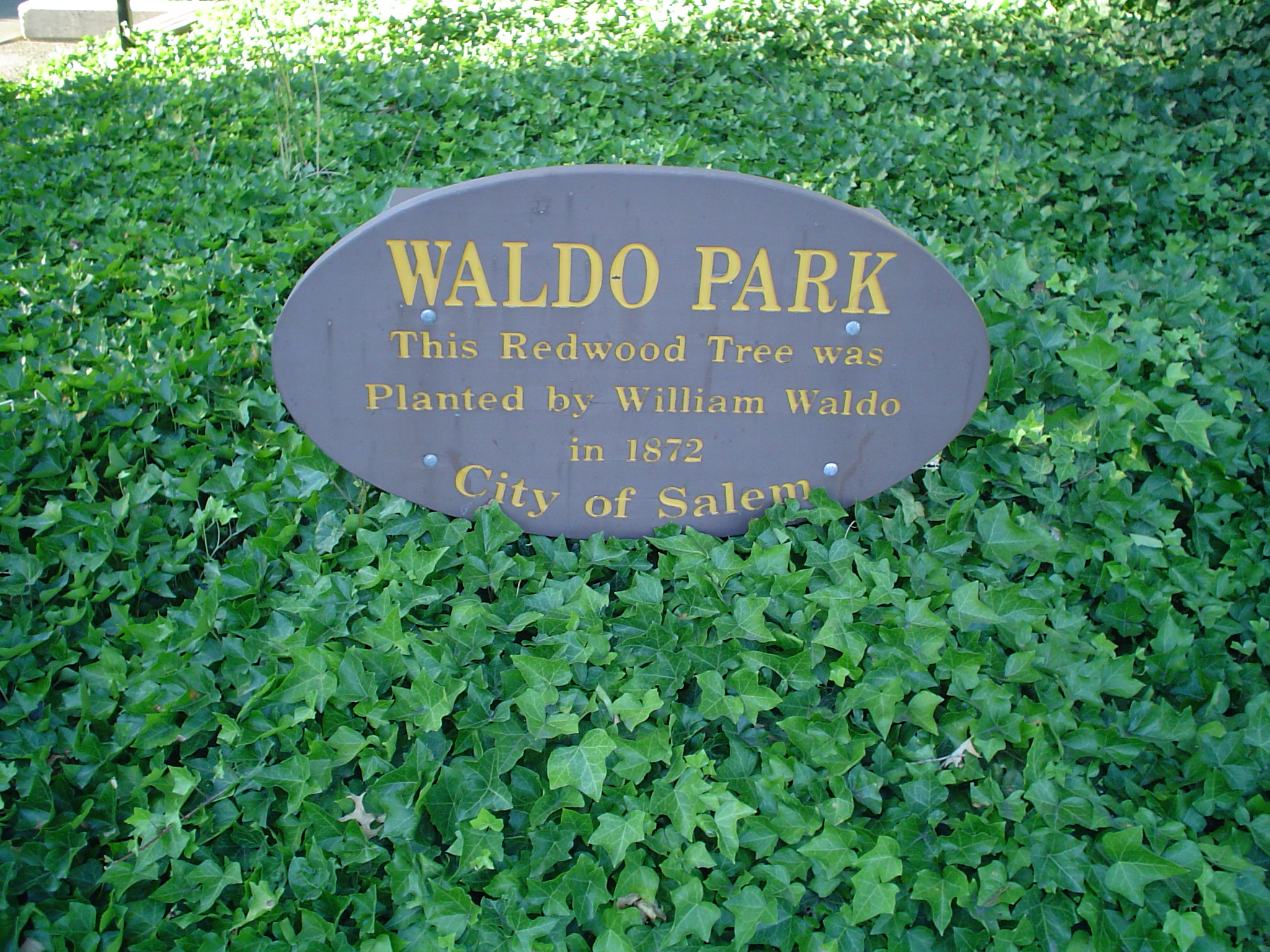
說明牌寫著:「1872年威廉·沃多爾（William Waldo）種下這棵紅杉」

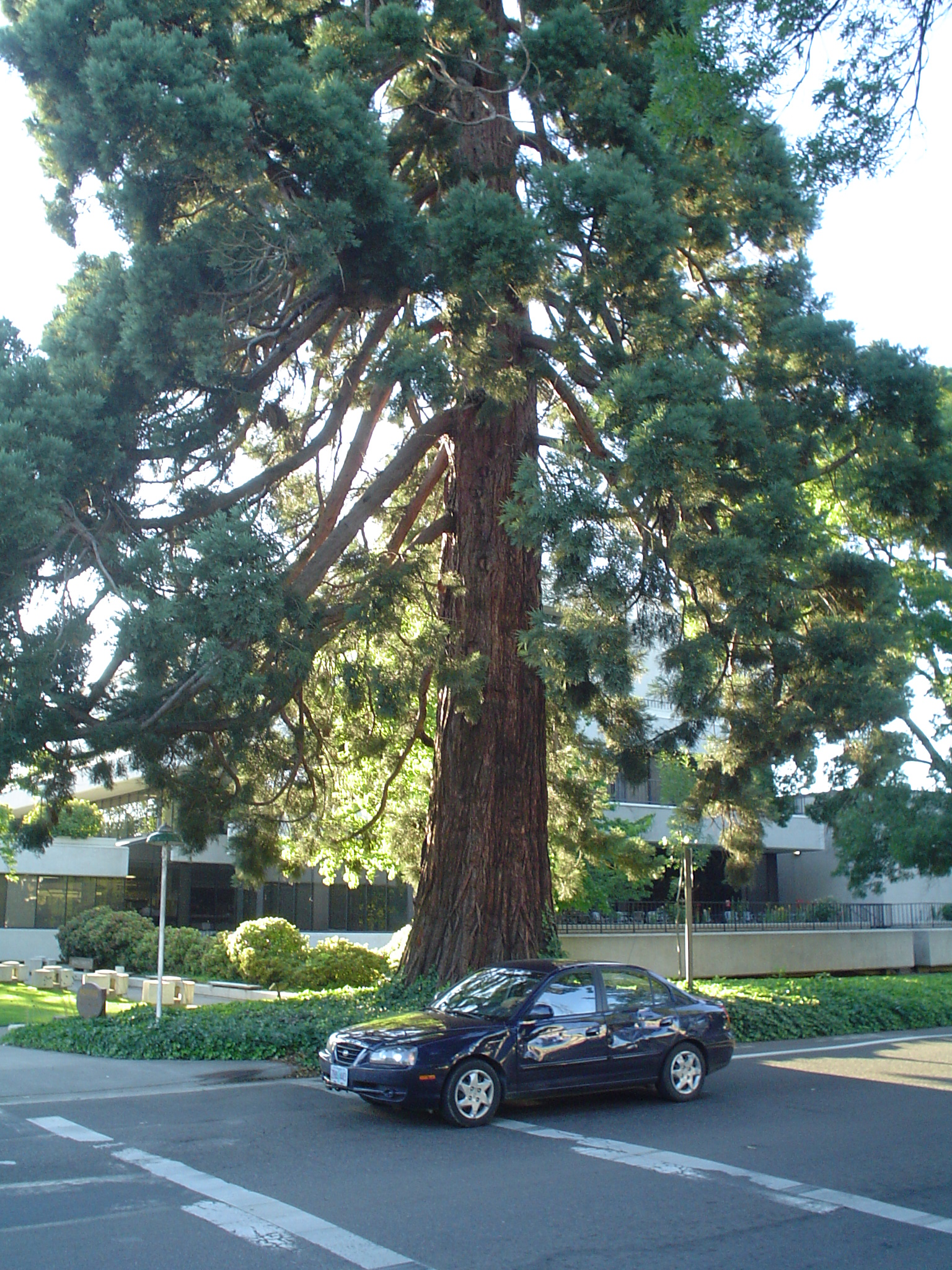
沃爾多公園

沃尔多公园（英语：Waldo Park）是一处位于美国俄勒冈州塞勒姆市的公园，也是世界上面积最小的公园之一，只有3.7乘6.1米大。
公园包括一株高度达25米的巨衫、树周围的绿地，以及一块说明牌。
公园座落在塞勒姆市中心联合街和夏街的交叉点处的夏街605号，在公园处街道由四车道缩减为三车道。

## 歷史
公园以威廉·沃尔多命名，他是十九世纪的律师和馬里昂縣法官。1872年，一位旅行推销员经过塞勒姆，并兜售巨衫树苗，沃尔多购买了一株并种植在自己的土地的一角。随着城市的扩张，巨衫所在处成为周道的计划土地，作为县法官，沃尔多在售出土地时促使城市保证树木受到保护。随后由于对交通的阻挡，巨衫受到了驾驶者的抗议。1936年，为保证树不被驾驶者砍伐，美国战时母亲会在市民支持下申请使这棵树成为公园。1936年6月15日，市议会通过法令命名这棵树为“沃尔多公园”，使其在当时被称为最小的公共公园。如今沃尔多公园不再被人们誉为最小的公园，但它被公认是世界上最小的红木公园。
公园中的这棵巨衫现已成为一处俄勒冈树木遗产。

## 資料来源
1. 1 2  . City of Salem, Oregon.   [2014年4月26日]. （原始内容存档于2010年7月5日）.
2. 1 2  . Salem Public Library.   [2014年4月26日]. （原始内容存档于2013年3月19日）.

## 外部連結
- Giant sequoia trees in Waldo Park in Salem （页面存档备份，存于） 沃尔多公园的街景图